# Endosso
Endosso, no direito cambiário, é uma modalidade de transferência do direito creditório constante de um título de crédito. Devido ao princípio da cartularidade, o endosso geralmente é realizado mediante a aposição da assinatura do possuidor do título no próprio documento (chamado “cártula”). O endosso é realizado pelo “endossante” (quem transfere o direito) ao “endossatário” (quem o recebe) e tem como efeito secundário a constituição de garantia pessoal do endossante em favor do endossatário para o cumprimento da obrigação.
Os principais fundamentos legais do endosso encontram-se na Lei Uniforme de Genebra, internalizada no Brasil pelo Decreto n.º 57.663, de 24 de janeiro de 1966, em seus artigos 11 a 20. Alguns títulos de crédito específicos observam normas particulares no que diz respeito ao endosso.

## Características e Cláusulas
O endosso de crédito, ao contrário do aval, não pode ser parcial, conforme o art. 12 da Lei Uniforme.  O endosso cria para o endossante a obrigação solidária de adimplir a dívida consubstanciada no título, a não ser que traga expressamente a cláusula “sem garantia”, caso em que se configura como um endosso sem coobrigação.   Os títulos de crédito são, por natureza, endossáveis, de forma que a vedação à sua circulação através de endosso exige a inserção de cláusula “não à ordem”.    Embora títulos de crédito não possam, salvo a exceção do cheque, ser emitidos como títulos “ao portador”, é possível transformá-los em títulos “ao portador” mediante endosso em branco.     O endosso pode ser realizado sem limitação de quantidade.

## Espécies de Endosso
O endosso pode ser tempestivo, realizado anteriormente ao protesto do respectivo título de crédito, ou “póstumo”, quando ocorre após o protesto.  O endosso póstumo tem os mesmos efeitos da cessão civil e, portanto, não constitui direito autônomo. O endosso também pode ser “em preto” ou “em branco”. No primeiro caso, o endossatário é indicado nominalmente, enquanto o segundo configura endosso a pessoa indeterminada, no caso, o portador do título.  O endosso pode ser chamado de próprio, traslativo ou regular, se tiver por objeto a transferência de direitos creditórios, ou  impróprio, não traslativo e irregular, em hipóteses nas quais é usado para conferir a outrem meramente o exercício de um direito. O endosso impróprio se divide em endosso-mandato, quando é usado para constituir mandatário para cobrança do título, ou endosso-caução, quando é usado para instituir garantia (também conhecido como endosso-garantia e endosso-pignoratício).

## Comparação do Endosso à Cessão Civil
O endosso difere da cessão civil por constituir-se como um direito autônomo, enquanto a cessão deriva dos direitos do primeiro beneficiário. O endosso é unilateral (basta a assinatura do endossante), enquanto a cessão é bilateral. O endosso é pertinente ao direito cambiário e aos títulos de crédito, enquanto a cessão civil diz respeito ao direito obrigacional em geral. O endosso não admite oposição de exceções pessoais em juízo ("inoponibilibidade de exceções pessoais"), enquanto o contrário ocorre com os direitos creditórios decorrentes da cessão.